# Глагол несовершенного вида (повесть)
«Глагол несовершенного вида» — повесть советского писателя Николая Григорьевича Никонова, опубликованная в 1969 году. Позднее неоднократно переиздавалась.

## Сюжет
Главный герой произведения, действие которого происходит в послевоенные годы в Свердловске, — 15-летний школьник Толя Смирнов. Чтобы поддерживать отношения с девушкой из другой школы он притворяется сыном генерала. Для поддержки образа он вынужден постоянно искать деньги, чтобы угощать школьных знакомых дорогими сигаретами, иметь возможность покупать дорогие костюмы и обувь. Однако вскоре его обман разоблачается, Толя бросает школу, уходя работать на завод. В финале повести её герой, став взрослым, вспоминает этот эпизод своей юности: «Когда я приезжаю в тот город моего детства, живу там, брожу по улицам, по его раздавшимся проспектам — иногда встречаю худощавую красивую женщину с зимними глазами. Я встречаю её уже равнодушно, — только смотрю, она ли, и, провожая её взглядом, всегда думаю, что же такое — время…».

## Никонов о повести
В лекции студентам-филологам Уральского госуниверситета 28 декабря 1976 года сам Никонов говорил: это повесть «о героях, событиях, которых лично я не переживал»; «повесть не о герое, а о возрасте — от одиннадцати до шестнадцати. Возраст, трудный для всех, в том числе для милиции. Возраст мечется — не только герой совершает поступки, почти безумные. Дороги наивные, ложь ненужная, попытка утвердиться». Автор описал в повести места, где он жил сам, — территорию старинной Мельковской слободы.